# Czartosowa
Czartosowa – strumień, prawobrzeżny dopływ Bukowej o długości 11 km. Jej źródło, o charakterze rowu melioracyjnego, zlokalizowane jest na południowy zachód od miejscowości Flisy. Uchodzi do Bukowej na północny zachód od miejscowości Nalepy. W całości płynie przez Lasy Janowskie.

## Charakterystyka przyrodnicza

### Stan hydromorfologiczny
Koryto jest uregulowane, proste na 85% długości. Na większości tego odcinka ulega jednak spontanicznej renaturyzacji, związanej głównie z działalnością bobrów. W środkowym biegu dolina ma charakter rozległych torfowisk niskich. Bobrowe tamy sprawiają, że po latach degradacji związanej z regulacją rzeki i melioracją, torfowiska te są ponownie odpowiednio uwodnione. Odcinek nieuregulowany, będący dolnym odcinkiem rzeki do jej ujścia, ma charakter meandrujący, miejscami głęboko wcięty w piaszczyste podłoże. Istotnymi sztucznymi barierami dla migracji ryb są przepust znajdujący się w dolnym, nieuregulowanym odcinku oraz jaz w miejscowości Szklarnia.

### Bioróżnorodność

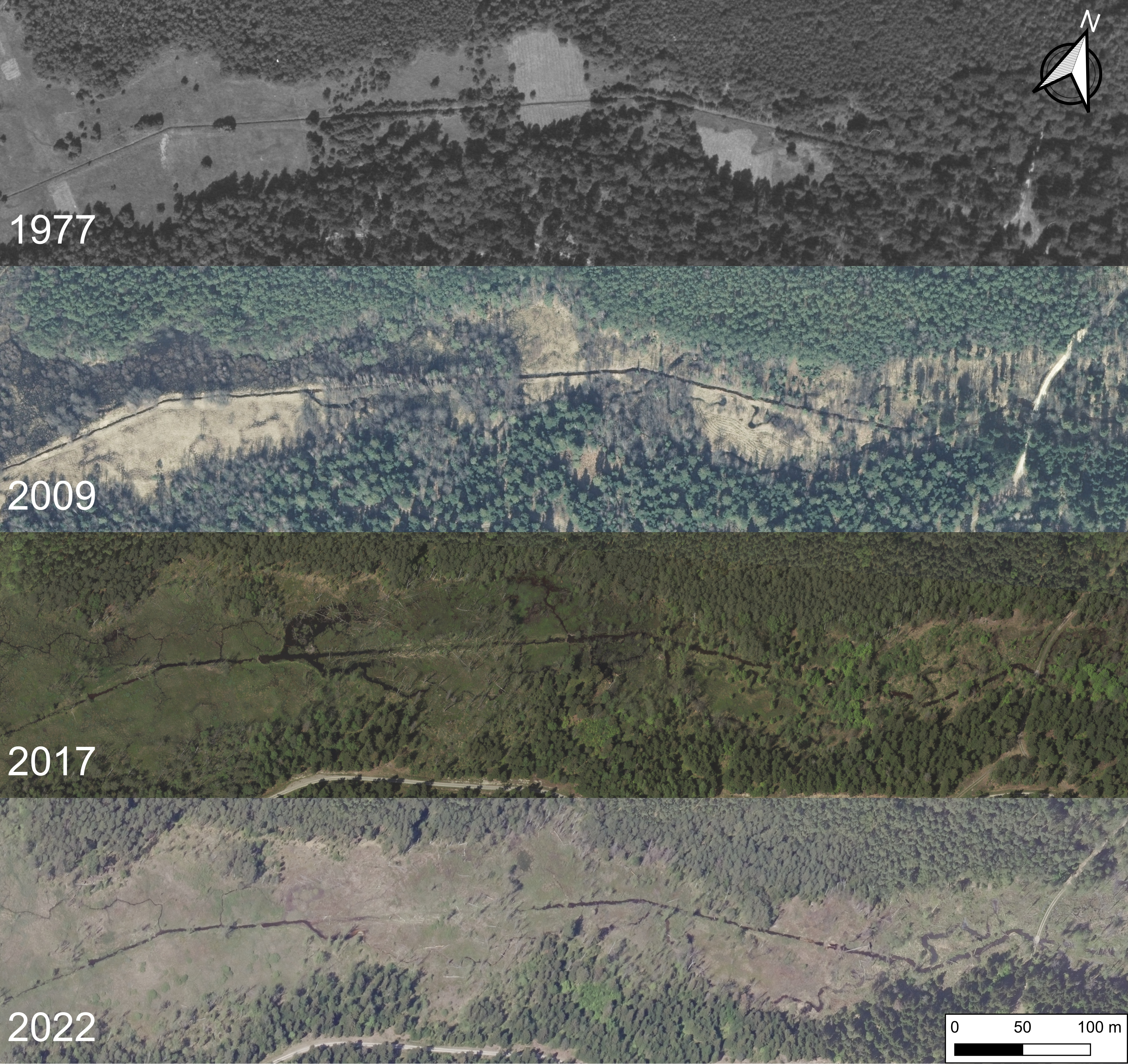
Spontaniczna renaturyzacja środkowej Czartosowej widoczna na ortofotomapach z lat 1977-2022.

W dolnym odcinku Czartosowej stwierdzono występowanie piskorza i śliza.